# 自动油门

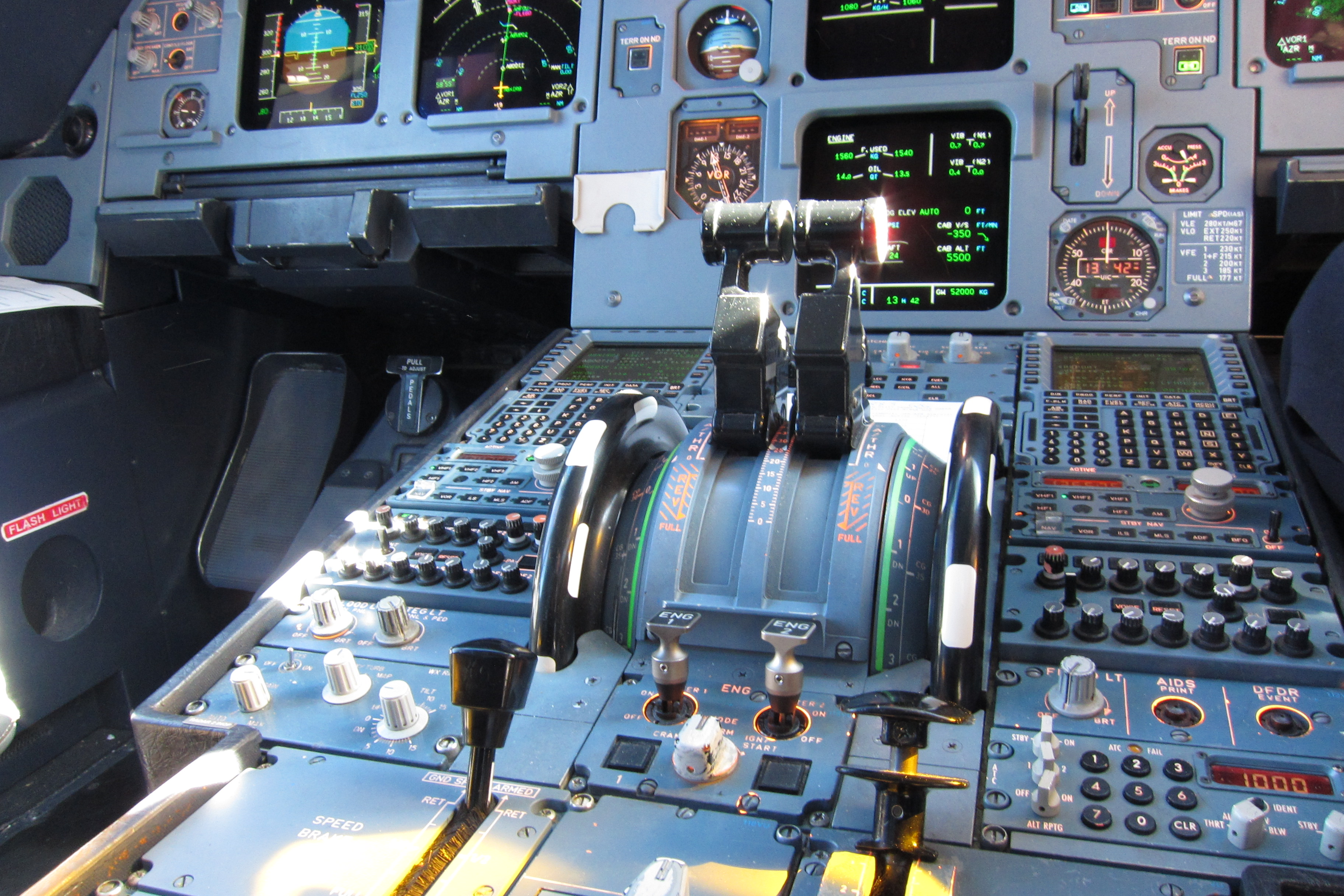
一架A320的推力杆在巡航飞行期间设定在自动油门位置

自动油门（英語：autothrottle）也称自动節流閥，它允许飛行員控制一架飞机引擎的功率级别到所期望的指定飞行特征，而不必手动控制燃料流量。该系统可以计量所需的精确燃料量以节约燃料和延长发动机使用寿命，达到指定的目标指示空速，或在飞行的不同阶段分配功率。自动油门与自动飞行指引系统（AFDS）共同完成整个飞行计划，可大大降低飞行员的工作量。

## 工作模式
自动油门可以保持或促成两个参数：速度和推力。
在速度模式中，节流阀定位在取得设定的目标速度。此模式在安全操作裕度内控制飞机速度。例如，如果飞行员选择比失速速度慢的目标速度，或者比最大速度快的速度，自动油门系统将在安全速度范围内保持最接近的目标速度。
在推力模式中，发动机根据不同的飞行阶段保持在固定的功率设置。例如，在起飛阶段，自动油门保持恒定的起飞功率，直到起飞模式完成。在爬升阶段，自动油门保持恒定的爬升功率；在下降时，自动油门转入怠速（IDLE）位置；等等。当自动油门工作在推力模式时，速度由俯仰（或控制列）控制，并且不受自动油门保护。此模式下大多由雷達高度計馈送数据到自动油门。

## 使用
在波音型号的飞机上，飞行全程（起飛、爬升、巡航、下降、最后进場）都可以使用自动油门，无论著陸或重飛，除非发生故障。滑行不被视为飞行的一部分。自动油门不能用于滑行。在大多数情况下，自动油门的模式是自动选择，不需要任何手动选择，除非被飞行员中断。
根据波音公布的飞行程序，自动油门在起飞程序之前接合，并在着陆后两秒自动断开。在飞行期间，始终可以手动覆盖自动油门。释放手动覆盖可使自动油门重新控制， 并且节流阀将返回到自动油门命令位置，但两种模式（波音型号飞机）除外：IDLE（怠速）和THR HLD（油门保持）。在这两种模式下，节流阀将保持在手动命令位置。

## 起源
最早的自动油门最先适用于在第二次世界大战后期的Me 262喷气式战斗机的晚期版本。在当今，它往往与飞行管理系统相连，并且FADEC是控制燃料流量及许多其他参数的扩展概念。